# The Dragon Berries
«The Dragon Berries» (рус. Ягоды Дракона) — американская альтернативная рок-группа, основанная Коннором Потеатом и Куинном Донохью в 2017 году.

## История
Группа «The Dragon Berries» была создана в 2017 году, когда Куинн Донохью и Коннор Потеат были соседями по комнате в Аппалачском государственном университете. eduplatform.uz. Дата обращения: 29 января 2021. в Буне, Северная Каролина. Выбор названия для группы Куинн Донохью объяснил так.
Однажды, Коннор и я просто сидели в одной комнате, смотрели на разбросанные вещи и примеряли потенциальные названия для группы. Затем мы увидели бутылку ликера со вкусом ягод дракона... Вот и вся история...
Позже, в 2017 году, Коннор переехал в Остин, чтобы найти басиста и барабанщика. Коннор встретил Криса и Рида, когда они работали в ресторане высокой кухни. Первая групповая репетиция заключалась в том, что они второем(Рид, Коннор и Крис) дожны были джемовать под гитарный трек, записанный Куинном на ноутбук. В начале 2018 года, вскоре после окончания колледжа, Куинн присоединился к группе.
Все тексты песен написаны Куинном и Коннором в соавторстве. Коннор Потеат рассказал о центральной теме дебютного ЕР.
«Fall, Rise» и «Nectarine» имеют схожие значения. У EP в целом одна центральная тема. В основном о преодолении жизненных невзгод...

## Дискография

### EP
- «And the Moon Turned Red» (2020)

1. I Don’t Mind
2. Nectarine
3. Get on My Side
4. Fall, Rise
5. Love Over Death

### Синглы
- 2019 — We Got the Funk
- 2019 — All I Want
- 2019 —Time Ain’t Real
- 2019 — I Don’t Mind
- 2019 — Nectarine
- 2020 — Get on My Side
- 2021 — Seeing Double

## Видеография
| Год  | Название          |
| ---- | ----------------- |
| 2019 | «Time Ain’t Real» |
| 2020 | «Nectarine»       |
| 2021 | «Seeing Double»   |